# 스위스 예술종합과학 전문 아카데미

스위스 예술종합과학 전문 아카데미(Académies suisses des sciences)는 스위스의 국립 2년제 전문학원이다. 이 학교는 2006년 7월 6일, 스위스 베른에서 첫 개교되어 그 이후 현재에 이르고 있는 유럽 국가에서 제법 이름 있는 예술종합과학 전문 아카데미라 알려져 있다.